# Chimakum (taal)
Chimakum (ook gespeld als Chimacum of C(h)emakum, endoniem: [ʔaχʷókʷolo]) is een uitgestorven indiaanse taal die oorspronkelijk gesproken werd door de Chimakum tussen Port Townsend en Hood Canal aan de oostkust van het schiereiland Olympic in de Amerikaanse staat Washington. Chimakum vormt samen met Quileute de Chimakuumtaalfamilie. Het verschil tussen beide talen is vergelijkbaar met dat tussen Engels en Duits. Meer dan de helft van de woordenschat van beide talen kan teruggeleid worden tot een enkele bron.

## Geschiedenis
Volgens de verhalen van de Quileute, die aan de westkust van Olympic woonden, stamden de Chimakumsprekers af van een groep Quileute die door een grote overstroming naar de oostkust van het schiereiland waren gevoerd. Rond 1780 telde de taal ongeveer 400 sprekers. Voortdurende gevechten met omringende volken leidden echter tot een daling van het aantal Chimakum, zodat er in 1854 naar schatting nog 90 over waren. Rond deze tijd gingen de laatste Chimakum op in de omringende Salishsprekende volken. De Amerikaanse antropoloog en taalkundige Franz Boas trof in 1890 nog maar drie sprekers aan, die de taal bovendien slechts gedeeltelijk beheersten. Victor Golla vermeldt dat Chimakum in de jaren 40 van de twintigste eeuw uitgestorven was.

## Klankinventaris
Het Chemakum kende de onderstaande medeklinkers. Bijzonder is dat gewone velaren ontbreken.
|             |             | bilabiaal | Alveolaar | Alveolaar | Post- alveolaar | Labio- velaar | Uvulaar | Uvulaar | Glottaal |
| centraal    | lateraal    | bilabiaal |           | labiaal   | Post- alveolaar | Labio- velaar |         |         | Glottaal |
| ----------- | ----------- | --------- | --------- | --------- | --------------- | ------------- | ------- | ------- | -------- |
| nasaal      | nasaal      | [m]       | [n]       |           |                 |               |         |         |          |
| plosief     |             | [p]       | [t]       |           |                 | [kʷ]          | [q]     | [qʷ]    | [ʔ]      |
| plosief     | ejectief    | [pʼ]      | [tʼ]      |           |                 | [kʷʼ]         | [qʼ]    | [qʷʼ]   |          |
| Affricaat   |             |           | [t͡s]      |           | [t͡ʃ]            |               |         |         |          |
| Affricaat   | ejectief    |           | [t͡sʼ]     | [t͡ɬʼ]     | [t͡ʃʼ]           |               |         |         |          |
| Fricatief   | Fricatief   |           | [s]       | [ɬ]       | [ʃ]             | [xʷ]          | [χ]     | [χʷ]    | [h]      |
| Approximant | Approximant |           |           | [l]       | [j]             | [w]           |         |         |          |